# Ashkelon Challenger 1983
L'Ashkelon Challenger 1983 è stato un torneo di tennis facente parte della categoria ATP Challenger Series nell'ambito dell'ATP Challenger Series 1983. Il torneo si è giocato a Ashkelon in Israele dal 9 al 15 aprile 1983 su campi in cemento.

## Vincitori

### Singolare
Shlomo Glickstein ha battuto in finale  Amos Mansdorf con il punteggio di 6–3, 6–3

### Doppio
Stefan Svensson /  Huub van Boeckel hanno battuto in finale  Rodney Crowley /  Rand Evett con il punteggio di 6–4, 4–6, 6–3